# Jeon Ju Airport
Jeon Ju Airport är en flygplats i Sydkorea.   Den ligger i provinsen Norra Jeolla, i den centrala delen av landet, 190 km söder om huvudstaden Seoul. Jeon Ju Airport ligger 32 meter över havet.
Terrängen runt Jeon Ju Airport är platt västerut, men österut är den kuperad. Runt Jeon Ju Airport är det mycket tätbefolkat, med 1 956 invånare per kvadratkilometer. Närmaste större samhälle är Jeonju, 6,8 km söder om Jeon Ju Airport. Trakten runt Jeon Ju Airport består till största delen av jordbruksmark.